# Connaisseur

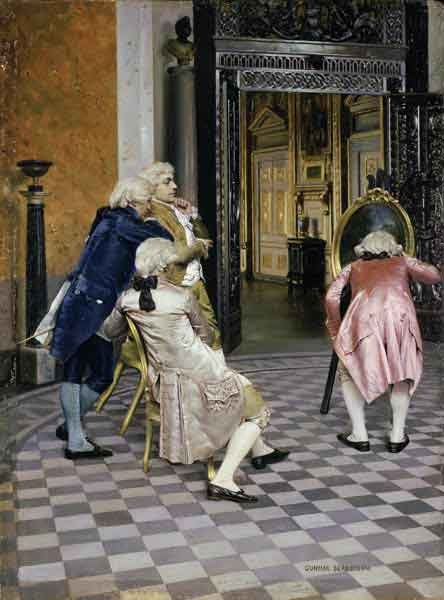
Gunnar Berndtson: Kunstkritiker (Connoisseure) im Louvre, 1894

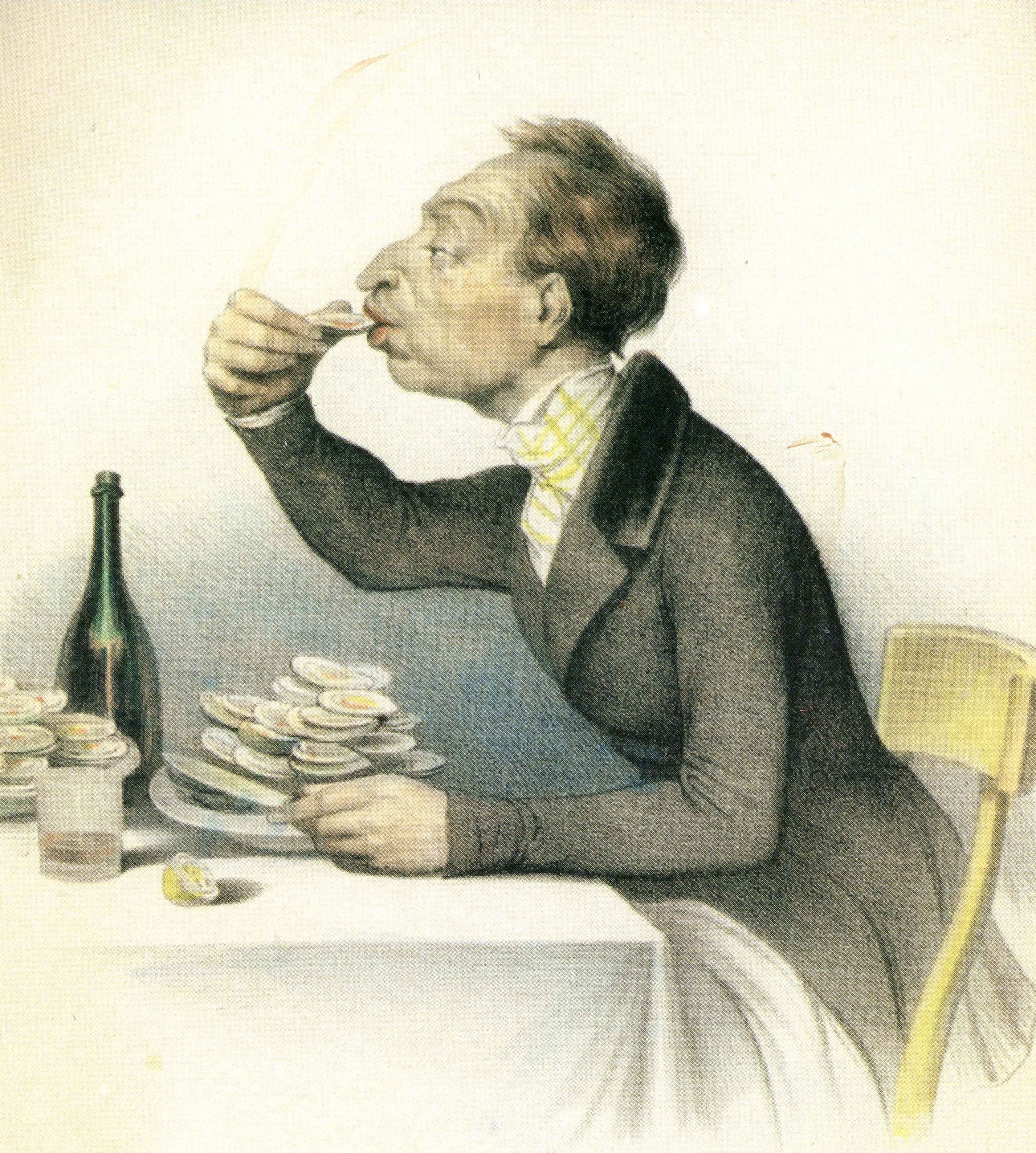
Der Austernesser. Lithografie von Anstett von Poluda

Als Connaisseur, veraltet Connoisseur (französisch connaître ‚kennen‘), bezeichnet man einen Kenner im künstlerischen oder im kulinarischen Bereich.
In der Bildenden Kunst nannte man vor allem ab dem 19. Jahrhundert jene Experten Connoisseure, die ihre Fachkenntnis einem intensiven Studium der Kunst an Originalen verdankten, ihre Zuordnungen (Datierung, Identifizierung eines Künstlers oder einer Schule etc.) aber in der Regel ohne wissenschaftliche Begründungen vornahmen. Ihre Methode war vielmehr intuitiv, und die Autorität ihrer Aussagen beruhte allein auf ihrer Kennerschaft (zum Beispiel Bernard Berenson, Giovanni Morelli).
Übertragen auf die Wein-Szene werden professionelle Verkoster und engagierte Amateure als Connaisseure bezeichnet. Aber auch in anderen Fragen des Geschmacks von Genussmitteln, so etwa bei Zigarren (Aficionado), bei Kaffee, gelegentlich auch im Bereich der Interpretation von Musikstücken wird von einem Connaisseur gesprochen, wenn man damit ausdrücken will, dass sich eine Person durch jahrelange Erfahrung und besondere Hingabe beste Kennerschaft erworben hat.

## Zitat
„Scharlatanerie, die Berufskrankheit der Kenner, entstammt dem labilen Wesen des Kunsturteils.
 Der Kenner erscheint dem Laien als Zauberer und Wundertäter.
Er gefällt sich in dieser Rolle und gewöhnt sich Taschenspielergesten an.
Er neigt dazu, durch emphatische Redeweisen, etwa auszurufen [...]: wer das nicht sieht, muß blind sein“